# Nick Nostro
Nicola Nostro (* 21. April 1931 in Gioia Tauro, Kalabrien; † 15. Juni 2014 ebenda) war ein italienischer Filmregisseur und Drehbuchautor.

## Leben
Nostro besuchte nach einem Abschluss in Literaturwissenschaft die Accademia d’Arte Drammatica und begann im Filmgeschäft als Schnittassistent und dann ab 1956 als Regieassistent bei Regisseuren wie Roberto Bianchi Montero und Giorgio Simonelli. In den 1960er Jahren inszenierte er etliche Filme unter eigener Regie. Darunter finden sich Filme quer durch alle damals populären Genres: Sandalen- und Agentenfilme ebenso wie Italowestern und Abenteuerfilme.
Nick Nostro benutzte als Pseudonym auch die Namen Nick Howard oder Nik Nostro.

## Filmografie (Regisseur)
- 1962: Il sangue e la sfida
- 1963: Auf Zorros Spuren (La cieca di Sorrento)
- 1964: Die siegreichen Zehn (Il trionfo dei dieci gladiatori)
- 1964: Spartacus und die 10 Gladiatoren (Gli invincibili dieci gladiatori)
- 1966: Keinen Dollar für dein Leben (Un Dollaro di fuoco)
- 1966: Tre notti violenti
- 1966: Das rote Phantom schlägt zu (Superargo contro Diabolikus)
- 1966: Agent Pik As – Zeitbombe Orient (Asso di picche operazione controspionaggio)
- 1968: Von Django – mit den besten Empfehlungen (Uno dopo l'altro)
- 1971: Grazie zio, ci provo anch'io